# Château de Lesve
Le château de Lesve est un château situé en Wallonie à Lesve, dans de la commune belge de Profondeville.

## Histoire
De 1503 à 1548, la seigneurie de Lesve appartient à la famille Goblet, puis à la famille d'Oultremont. 
En 1700, il passa au baron Denis-François de Retz de Brisuela de Chanclos. La famille de Chanclos revendirent le château au maître de forges Jean-Michel Raymond. Il passa ensuite par héritage aux d'Hoffschmidt puis aux barons de Jacquier de Rosée.
Il appartient à présent à la famille Henry de Frahan

## Le château
Le château appartient désormais à la famille de Hemptinne.